# Grève de 1229 à l'université de Paris
La grève de 1229 à l'université de Paris a été une grève des maîtres associée à un boycott des étudiants dans une lutte contre l'évêque de Paris et la reine de France, elle entraîna la paralysie de l'université pendant deux années. Les maîtres et les étudiants étaient unis pour protester contre la répression meurtrière d'une émeute d'étudiants par les autorités civiles, en violation des privilèges de l'université, selon lesquels les étudiants dépendaient de la justice ecclésiastique. Cette émeute avait eu lieu lors d'altercations le jour de mardi gras.
Le 13 avril 1231, après deux ans de négociation, le pape Grégoire IX adressa aux professeurs et étudiants de l'université de Paris la bulle pontificale Parens scientiarum. Il accordait par celle-ci à l'université de Paris les principaux privilèges qui consacrèrent son indépendance intellectuelle et juridique.

## Contexte
L'université de Paris était l'une des premières universités en Europe, considérée comme l'une des plus prestigieuses du fait de l’importance qu'elle accordait à la discipline-reine, la théologie. Fondée vers le milieu du XIIe siècle, elle a reçu de l'Église sa charte officielle vers 1200. Elle était gérée par l’Église, et ses étudiants étaient eux-mêmes considérés comme des hommes d'église, portant la robe et rasant le sommet de leur crâne, pour indiquer qu'ils étaient sous sa protection (privilège de for). Les étudiants suivaient les règles et les lois de l'Église, et n'étaient pas soumis aux lois ou aux tribunaux du roi. Ceci ne manquait pas de poser des problèmes, car les étudiants qui violaient les lois d'une ville ne pouvaient être poursuivis qu'au travers des tribunaux ecclésiastiques, et entraînait régulièrement des affrontements entre town and gown (littéralement « la Ville et la Robe », expression appliquée par les historiens des Universités anglaises à ce type de conflits, désignant la population non académique et la population universitaire)..
Les étudiants étaient bien souvent très jeunes, et entraient à l'école vers 13 ou 14 ans pour y rester 6 à 12 ans. Ils venaient de nombreuses régions, et parlaient différentes langues européennes ; tous étaient définis par leur langue maternelle. Cependant, la langue véhiculaire de l'université était le latin. Les « maîtres » de la faculté des arts furent en 1222 regroupés en quatre « nations » : « française », incluant maîtres et étudiants des pays méditerranéens, « picarde », « normande » et « anglaise » – regroupement d'Anglais, d'Allemands, de Scandinaves et d'étudiants de l'Est de l'Europe, et dont le fonctionnement était considéré comme très bon. L'immense majorité des étudiants provenaient de l'élite, ou des classes aristocratiques, du fait du coût du voyage, des frais de séjour à l'université, ainsi que du coût des études elles-mêmes, que les classes moins aisées ne pouvaient se permettre.

## Émeute de mars 1229
Le mardi gras (donc la veille du mercredi des Cendres, début du carême) était un jour traditionnellement consacré à festoyer, et de façon générale, à « lâcher la bride ». Aussi les étudiants en profitaient-ils bien souvent pour boire sans retenue et se livrer à quelques excès. Ainsi, lors du mardi gras de mars 1229, une altercation éclata entre un groupe d'étudiants et le propriétaire d'une taverne dans le quartier Saint-Marcel. Les étudiants furent frappés et jetés à la rue, mais revinrent en nombre le lendemain, armés de gourdins, pour se venger. Ils firent irruption dans la taverne, frappèrent leurs adversaires de la veille, et détruisirent l'établissement. Au cours de l'émeute qui s'ensuivit dans les rues, d'autres commerces furent endommagés.
Du fait du « for ecclésiastique » dont jouissaient les étudiants, et qui les exemptait de la justice du roi, des plaintes furent adressées aux tribunaux ecclésiastiques. Ceux-ci accueillirent ces plaintes avec beaucoup de prudence, connaissant la tolérance dont bénéficiaient les étudiants des universités. Néanmoins, Blanche de Castille, alors régente de France pendant la minorité de Saint Louis, exigea le châtiment des coupables, et l'université autorisa la garde de Paris à punir les émeutiers. Mais les gardes, peu soucieux de subtilités, s'en prirent à un groupe d'étudiants en en tuant un certain nombre, dont il fut dit ensuite qu'ils n'étaient en rien coupables de l'émeute qui s'était déroulée.

## Grève, et paralysie de l'université
La réaction de l'université fut de se mettre immédiatement en grève. Des classes furent fermées, et les étudiants en grève s'en allèrent, soit vers d'autres universités telles que celles de Reims, Toulouse ou Oxford, soit vers chez eux, soit enfin pour trouver à s'employer ailleurs. Tout enseignement cessa à la faculté, frappant durement l'économie du quartier étudiant, le Quartier latin (ainsi appelé du fait que le latin en était la langue véhiculaire), dont les besoins des étudiants constituaient un moteur essentiel. L'une des conséquences de la répression de 1229 et de la grève qui s'est ensuivie a été le renforcement de l'université d'Oxford et de celle de Cambridge, compte tenu des maîtres et des étudiants qui y vinrent alors, à l'invitation d'Henri III d'Angleterre.
Après deux années de négociations, le pape Grégoire IX - lui-même ancien étudiant de Paris - publia la bulle pontificale Parens scientiarum (« la mère des sciences ») le 13 avril 1231, que l'on considéra a posteriori comme la Magna Carta de l'université de Paris parce qu'elle garantissait l'indépendance de l'université. La menace de l'arrêt des cours dispensés par l'université resta un levier économique puissant.